# Conquista de Évora
A conquista definitiva de Évora foi um episódio da Reconquista protagonizado por Geraldo Sem Pavor, que tomou a cidade aos mouros durante a noite com o auxílio de um grupo de guerreiros. Évora foi depois entregue a D. Afonso Henriques e definitivamente integrada em Portugal.

## Contexto
A conquista da importante cidade portuária de Alcácer do Sal em 1158, pelo rei D. Afonso Henriques, tornou a ocupação do Alentejo interior possível, se não inevitável. Évora era uma importante cidade do ocidente peninsular e foi conquistada pelos portugueses pouco tempo depois mas os almóadas reconquistaram-na em 1161, a seguir à Batalha de Alcácer do Sal, juntamente com todas as conquistas a sul do Tejo menos Alcácer do Sal. A 30 de Novembro de 1162, um grupo de cavaleiros-vilãos de Santarém conquistaram Beja durante a noite, da mesma maneira que Afonso Henriques conquistara Santarém em 1147. [carece de fontes?]
Geraldo Geraldes colheu o desagrado de D. Afonso Henriques devido a crimes violentos, fugiu por isso da justiça, reuniu um grupo de guerreiros marginais ou fora-da-lei em torno de si e entregou-se a uma vida de salteador de gado, vilas e castelos muçulmanos na planície alentejana, o que eventualmente lhe permitiria obter o perdão real.
Tendo em certa ocasião observado que Évora encontrava-se mal defendida, o Sem Pavor convenceu os seus companheiros a arriscarem a conquista da cidade por via de um ataque surpresa.

## A conquista
Numa noite de Setembro ou Outubro de 1165, Geraldo e os seus homens apoderaram-se de uma torre de atalaia situada num outeiro perto de Évora e mataram a sentinela, sem que a guarnição da cidade se apercebesse. Um destacamento escondeu-se então perto da cidade, ao passo que outro aproximou-se das portas a provocar a guarnição; foi dado o alarme e um grande corpo de tropas muçulmanas saiu rapidamente a persegui-los.
Os homens emboscados, entretanto, escalaram as portas enquanto a guarnição se encontrava fora e conquistaram a cidade, morrendo muitos residentes na acção. A guarnição muçulmana regressou mais tarde da sua perseguição e, ao constatarem que a cidade se encontrava agora em poder dos cristãos ainda tentaram recuperá-la, porém, debalde; alguns morreram na acção e abandonaram-na.

## Rescaldo
O Sem Pavor entregou a cidade a Afonso Henriques a troco de dinheiro e o rei não só o perdoou como nomeou-o alcaide de Évora. No ano seguinte, uma nova Ordem de freires cavaleiros instalou-se em Évora para ajudar a defender a cidade mas, por não ser autorizada pelo Papa, foi integrada na Ordem de Calatrava, que assim entrava em Portugal. Em 1176, D. Afonso Henriques doou a esta Ordem a vila de Coruche, para que construíssem ali um castelo que protegesse a estrada que ligava Santarém a Évora.

Cruz da Ordem de Calatrava.

A cidade foi sitiada em 1181 por um exército Almóada comandado por Mohammed Ibn Iusuf Ibn Wammudin. Évora, porém, resistiu e em inícios do ano seguinte os muçulmanos viram-se obrigados a abandonar o cerco.
Quando o Califa Almóada invadiu Portugal em 1191 à testa de um enorme exército, todas as conquistas portuguesas a sul do Tejo foram perdidas à excepção de Évora, que se manteve como um enclave cristão rodeado por território muçulmano. O Alentejo só seria conquistado em definitivo entre 1217 e 1238.